# Sinophorus centunculus
Sinophorus centunculus är en stekelart som beskrevs av Sanborne 1986. Sinophorus centunculus ingår i släktet Sinophorus och familjen brokparasitsteklar. Inga underarter finns listade i Catalogue of Life.